# Aleurolobus cephalidistinctus
Aleurolobus cephalidistinctus es un hemíptero de la familia Aleyrodidae, con una subfamilia: Aleyrodinae. Fue descrita científicamente en 1993 por Regu & David.